# Clusia carinata
Clusia carinata là một loài thực vật có hoa thuộc họ Clusiaceae.
Loài này chỉ có ở Peru.